# Stichting Waterland
De Stichting Waterland was een Nederlandse progressieve denktank die zichzelf links noemde. De groep wilde een nieuwe intellectuele doorbraak bewerkstelligen die erop gericht is het liberalisme en het socialisme met elkaar te verzoenen. De groep nam een onafhankelijke positie in ten opzichte van de progressieve politieke partijen. 
De Stichting is in 2004 opgericht. Op 11 december 2004 publiceerden zij in de De Volkskrant het Waterland-manifest, waarin zij hun visie gaven op de Nederlandse politiek. In 2006 gaf Waterland een Sociaal-Kapitalistisch Manifest uit waarin zij pleiten voor zachte Europese variant van het kapitalisme.
De initiatiefnemers zijn Farhad Golyardi (oprichter en hoofdredacteur van Eutopia), Menno Hurenkamp (politicoloog, publicist en hoofdredacteur van S&D)), Jelle van der Meer (oud-hoofdredacteur De Helling, freelance journalist), Paul de Beer (hoogleraar economie aan de Universiteit van Amsterdam en redacteur van Socialisme & Democratie), Dick Pels (freelance publicist) en Ellen Walraven (columniste in nrc.next en algemeen directeur van De Balie). Hieronder bevinden zich dus mensen die geassocieerd kunnen worden met de Partij van de Arbeid en GroenLinks.
De denktank onderhield een weblog (Waterlog) waarop de deelnemers publiceerden een elektronische nieuwsbrief (Waterstof).